# Savennes, Puy-de-Dôme
Savennes là một xã ở tỉnh Puy-de-Dôme trong vùng Auvergne-Rhône-Alpes miền trung nước Pháp.

## Địa hình
Sông Chavanon tạo nên phần lớn gianh giới phía Tây của xã rồi sau đó chảy vào sông Dordogne.